# جان هیز (کارگردان)
جان هیز (انگلیسی: John Hayes؛ ۱ مارس ۱۹۳۰ – ۲۱ اوت ۲۰۰۰) یک کارگردان فیلم، و هنرپیشه اهل ایالات متحده آمریکا بود.

## فیلم‌شناسی
- موجی شدن (فیلم)